# 三和町 (広島県双三郡)
三和町（みわちょう）は、かつて広島県の中東部にあった町。双三郡に属した。
2004年4月1日に三次市と甲奴郡甲奴町、双三郡の全6町村が合併（新設合併）して新たに三次市が設置されたことに伴い消滅した。
なお、広島県には神石郡にも三和町が存在したが、こちらは「さんわちょう」と読む。

## 町名の由来
双三郡板木村と世羅郡上山村の一部、世羅郡津名村の一部が合併して成立したことにちなむ。

## 沿革
- 1889年4月1日 - 町村制施行。当時の町域には三次郡板木村と世羅郡上田村、世羅郡津名村が存在した。
- 1896年11月7日 - 世羅郡上田村が世羅郡上山村に改称する。
- 1898年10月1日 - 三谿・三次両郡が統合して双三郡が成立したことに伴い板木村の所属郡が双三郡に変更される。
- 1955年3月31日 - 世羅郡上山村（飯田の一部を除く）と世羅郡津名村敷名、双三郡板木村が合併（新設合併）して三和町が成立する。
  - 世羅郡上山村の残部（飯田の一部）は豊田郡豊栄町（当時）に編入される。
  - 世羅郡津名村の残部は世羅郡世羅西町に編入される。
- 1955年11月3日 - 双三郡川西村有原の一部を編入する。
- 1958年4月1日三次市有原町の一部を編入する。
- 1974年8月1日 - 世羅郡世羅西町黒川の一部を編入する。
- 1983年3月1日 - 世羅郡世羅西町へ上壱の一部を割譲し、世羅郡世羅西町中の一部を編入する。
- 2004年4月1日三次市と甲奴郡甲奴町、双三郡の全町村が合併（新設合併）し、新たに三次市が成立したことに伴い、消滅する。

## 地理
河川
- 美波羅川 - 江の川支流。

山
- 大土山（標高800m）

## 名所・旧跡
- 物産館みわ375 - 道の駅ではないが食堂や土産物店がある。
- 安瀬平牧場
- 高原安瀬平乳業

## 産業
農業が主産業である。

## 大字
- 有原（ありはら）
- 飯田（いいだ）
- 上板木（かみいたき）
- 上壱（かみいち）
- 敷名（しきな）
- 下板木（しもいたき）
- 大力谷（だいりきだに）
- 羽出庭（はでにわ）
- 福田（ふくだ）

## 交通（2004年3月31日当時のデータ）

### 鉄道
町内は通過していない。最寄りは、JR西日本芸備線甲立駅。

### 道路
国道
- 国道375号

主要地方道
- 広島県道52号世羅甲田線
- 広島県道56号府中世羅三和線
- 広島県道63号三次三和線

一般県道
- 広島県道161号三和大和線
- 広島県道438号羽出庭向原線
- 広島県道440号羽出庭三良坂線

## 教育（2004年3月31日当時のデータ）
小学校
- 三和町立三和小学校

中学校
- 三和町立三和中学校

## 備考
境界未定状態にあるのは大土山北側尾根で、長年に渡って安芸高田市（2004年2月28日までは高田郡甲田町）との間で係争が続いた。裁判の結果決められた境界に2019年10月に住民と合意が取れ、2020年5月26日に官報で告示された。